# Matrioșka (serial)
Matrioșka (în engleză Russian Doll) este un serial de televiziune online american de comedie-dramă, creat de Natasha Lyonne, Sebastian Schipper și Amy Poehler, care a avut premiera pe 1 februarie 2019 pe Netflix. Serialul urmărește povestea Nadiei Vulvokov (Lyonne), o programatoare de jocuri pe calculator care, în mod repetat, moare și retrăiește aceeași noapte, fiind blocată într-o buclă temporală. În timp ce încearcă să rezolve această situație, îl cunoaște pe Alan Zaveri (jucat de Charlie Barnett), un bărbat căruia i se întâmplă același lucru. În serial joacă și Greta Lee, Yul Vazquez și Elizabeth Ashley.
Pe 11 iunie 2019, Netflix a reînnoit serialul pentru un al doilea sezon. Primul sezon a primit patru nominalizări la Primetime Emmy Award, inclusiv Cel Mai Bun Serial de Comedie și Cea Mai Bună Actriță într-un Serial de Comedie pentru Lyonne.

## Premisă
Povestea este cea a unei femei pe nume Nadia, în cinstea căreia a fost organizată o petrecere aparent inevitabilă într-o noapte în New York City. Ea moare în mod repetat, repornind în același moment la petrecere, în timp ce încearcă să-și dea seama ce se întâmplă cu ea.

## Distribuție și personaje

### Personaje principale
- Natasha Lyonne ca Nadia Vulvokov, un inginer de software care retrăiește petrecerea de ziua ei de 36 de ani într-o buclă temporală în care moare în mod repetat, iar procesul începe din nou.
  - Brooke Timber o joacă pe Nadia drept copil.
- Greta Lee ca Maxine, prietenă a Nadiei, care organizează petrecerea de ziua ei.
- Yul Vazquez ca John Reyes, un agent imobiliar și ex-iubitul Nadiei, care este în prezent în proces de divorț cu soția sa.
- Charlie Barnett ca Alan Zaveri, un om care este, de asemenea, blocat într-o buclă temporală ca Nadia.
- Elizabeth Ashley ca Ruth Brenner, terapeută și prietenă apropiată de familie cu Nadia și mama sa.

- Kate Jennings Grant o înfățișează pe Ruth tânără.

### Recurente
- Dascha Polanco ca Beatrice, prietena lui Alan
- Jeremy Bobb ca Mike Kershaw, un profesor de literatură cu care Beatrice are o aventură
- Brendan Sexton III drept Horse, un om fără adăpost ajutat de Nadia
- Rebecca Henderson ca Lizzy, artistă și prietenă cu Nadia și Maxine
- Ritesh Rajan ca Ferran, un prieten de-al lui Alan, care lucrează la deli
- Ken Beck ca paramedic
- Max Knoblauch ca paramedic
- Yoni Lotan ca Ryan, paramedic
- Burt Young ca Joe, chiriaș în clădirea lui Alan

### Oaspeți
- Waris Ahluwalia ca Wardog, dealer de droguri pentru Maxine
- David Cale ca Dr. Daniel, bărbat care creează drogurile vândute de Wardog
- Devin Ratray drept client la deli, pe care Nadia îl întrerupe
- Stephen Adly Guirgis ca Peter, client de-al lui Ruth
- Tami Sagher ca Shifra, secretara rabinului
- Jonathan Hadary ca rabin
- Lillias White ca Dr. Zaveri, mama lui Alan
- Crystal Monee Hall ca Jordanna, prietena lui Lizzy
- JD Samson drept curier
- Michelle Buteau, femeia care îi dă cu spray cu piper în față lui Alan
- Jocelyn Bioh drept Claire
- Chloë Sevigny ca Lenora Vulvokov, mama Nadiei

## Episoade

### Sezonul I
| Nr. | Titlu                                                     | Regizat de      | Scris de                                                                                | Data lansării    |
| --- | --------------------------------------------------------- | --------------- | --------------------------------------------------------------------------------------- | ---------------- |
| 1 | „Nimic pe lume nu e ușor (Nothing in This World Is Easy)” | Leslye Headland | Poveste de: Natasha Lyonne & Leslye Headland & Amy Poehler Scenariu de: Leslye Headland | 1 februarie 2019 |
| După ce a murit brusc în noaptea celei de a 36-a aniversări, Nadia se trezește retrăind evenimentele nopții într-o buclă continuă de timp. De fiecare dată când Nadia moare, ea se întoarce la baia de la mansarda prietenei sale Maxine, unde are loc petrecerea de ziua lui Nadia. |                                                           |                 |                                                                                         |                  |
| 2 | „Marea evadare (The Great Escape)”                        | Leslye Headland | Natasha Lyonne & Amy Poehler                                                            | 1 februarie 2019 |
| Nadia este din ce în ce mai frenetică fiind convinsă că are halucinații din cauza fumatului unui joint israelian ale lui Maxine la petrecerea de ziua sa de naștere. Ea îl urmărește pe dealerul de droguri al lui Maxine, Wardog, pentru a afla cu ce anume s-a drogat. |                                                           |                 |                                                                                         |                  |
| 3 | „Un corp cald (A Warm Body)”                              | Leslye Headland | Allison Silverman                                                                       | 1 februarie 2019 |
| Nadia cere ajutorul lui John în timp ce, în căutarea răspunsurilor, ajunge la o sinagogă locală. În timp ce își caută pisica sa, Oatmeal, Nadia se împrietenește cu un om fără adăpost pe nume Horse și, mai târziu, întâlnește un bărbat misterios într-un lift care cade și-i ucide pe toți mai puțin pe bărbat și pe ea.                                                                          |                                                           |                 |                                                                                         |                  |
| 4 | „Rutina lui Alan (Alan's Routine)”                        | Jamie Babbit    | Cirocco Dunlap & Leslye Headland                                                        | 1 februarie 2019 |
| Cu o zi înainte de a se întâlni cu Nadia în liftul ucigaș, Alan intenționează să-o ceară de soție pe iubitai sa, Beatrice, doar ca ea să se despartă din nou de el. Ca să înrăutățească lucrurile, Beatrice recunoaște că l-a înșelat pe Alan cu profesorul ei, Mike. Nadia îl urmărește pe Alan, din moment ce și acesta este conștient de bucla de timp, dar o acuză că a intervenit în rutina sa. |                                                           |                 |                                                                                         |                  |
| 5 | „Complex de superioritate (Superiority Complex)”          | Jamie Babbit    | Jocelyn Bioh                                                                            | 1 februarie 2019 |
| Alan apare la petrecerea de ziua Nadiei și cei doi lucrează împreună pentru a-și da seama ce li se întâmplă. În ciuda respingerii inițiale a teoriei lui Alan conform căreia sunt pedepsiți pentru că sunt oameni răi, Nadia își propune să repare relația cu John. Între timp, Alan îl confruntă pe Mike în legătură cu aventura lui cu Beatrice.                                                   |                                                           |                 |                                                                                         |                  |
| 6 | „Reflecția (Reflection)”                                  | Jamie Babbit    | Flora Birnbaum                                                                          | 1 februarie 2019 |
| Într-un efort de a-și da seama de legătura dintre viețile lor, Nadia îl ajută pe Alan să-și amintească de prima moarte. Alan își amintește, în cele din urmă, că a murit ca urmare a sinuciderii, sărind din vârful unei clădiri. |                                                           |                 |                                                                                         |                  |
| 7 | „O ieșire (The Way Out)”                                  | Leslye Headland | Poveste de: Allison Silverman Scenariu de: Allison Silverman & Leslye Headland          | 1 februarie 2019 |
| Odată cu dispariția constantă a celor dragi, Nadia și Alan vin cu o teorie că buclele au început pentru că au neglijat să se ajute reciproc în prima noapte în care au murit. Între timp, Nadia este bântuită de amintirile copilăriei ei. |                                                           |                 |                                                                                         |                  |
| 8 | „Ariadna (Ariadne)”                                       | Natasha Lyonne  | Natasha Lyonne                                                                          | 1 februarie 2019 |
| Nadia și Alan ajung fiecare în două linii de timp separate, unde fiecare se întâlnește cu versiunea alternativă a celuilalt, dinainte de începerea buclei, versiune care nu știe nimic de viitoarele bucle. Ei reușesc să prevină primele decese, iar episodul se încheie cu implicația că cei doi devin prieteni în ambele linii temporale.                                                         |                                                           |                 |                                                                                         |                  |

## Producție
Serialul a fost creat de către Natasha Lyonne, Amy Poehler și Sebastian Schipper, care au avut și funcția de producători executivi. Headland a scris primul episod, iar ea și Lyonne au fost scriitori pentru serial. Companiile de producție implicate sunt Universal Television, Paper Kite Productions, Jax Media și 3 Arts Entertainment.
Alături de anunțul sezonului inițial s-a confirmat că Natasha Lyonne va juca rolul principal. Alături de anunțul premierei, s-a confirmat că Greta Lee, Yul Vazquez, Elizabeth Ashley și Charlie Barnett fac parte din distribuția principală și că Chloë Sevigny, Dascha Polanco, Brendan Sexton III, Rebecca Henderson, Jeremy Bobb, Ritesh Rajan și Jocelyn Bioh sunt oaspeți.
Filmările pentru primul sezon au început pe 22 februarie 2018 în New York City.

## Muzica
Piesa „Gotta Get Up” a lui Harry Nilsson a fost folosită drept cântec de „resetare” de fiecare dată când personajul Nadia moare și învie. Lyonne a explicat pentru New York Times că în alegerea piesei a fost impresionată de viața lui Nilsson. Alte piese care ar fi putut fi alese pentru acest rol „Not Tonight” de Lil' Kim, „Crazy Feeling” de Lou Reed și „No Fun” de The Stooges. Deși Netflix a obținut în cele din urmă drepturile de utilizare a cântecului lui Nilsson, costul utilizării de atâtea ori a consumat o parte semnificativă din bugetul de muzică. A existat și o limită de câte ori putea fi folosită piesa. Potrivit lui Brienne Rose, producția a reușit să „găsească un echilibru între numărul maxim de utilizări și ceea ce permitea bugetul”. Cântec de resetare utilizat pentru personajul Alan a fost Concertul pentru Pian Nr. 4 în Sol Major al lui Beethoven.

## Lansare
Pe 9 ianuarie 2019, Netflix a lansat primul trailer pentru serial. Pe 23 ianuarie 2019, serialul a avut loc premiera oficială la teatrul Metrograph în New York City, New York. Printre cei prezenți au fost scriitorul Jocelyn Bioh, Taylor Schilling, Natasha Lyonne, Fred Armisen, Amy Poehler, Chloë Sevigny, Greta Lee, Dascha Polanco, Rosie O'Donnell, Danielle Brooks, Laura Prepon și David Harbour.